# Blumea saussureoides
Blumea saussureoides là một loài thực vật có hoa trong họ Cúc. Loài này được Chang & Y.Q.Tseng ex Y.Ling & Y.Q.Tseng mô tả khoa học đầu tiên năm 1978.